# Юрій (Георгій) Змієборець
Ю́рій (Гео́ргій) Змієбо́рець (грец. Γεώργιος, лат. Georgious; 256/285 — 23 квітня 303), Ю́рій (Гео́ргій) Перемо́жець або святий Ю́рій (Гео́ргій) — римський воїн з Каппадокії часів імператора Діоклетіана, християнський мученик і святий. Син грецької родини — римського офіцера Гіротонія та його дружини християнки Поліхронії. Був гвардійцем та сподвижником римського імператора Діоклетіана. Під час гонінь на християн втратив усі посади. Мужньо прийняв смерть, відмовившись зректися своєї віри в Ісуса Христа. У середньовічній «Золотій легенді» постає як еталон лицаря, переможець дракона. У європейському живописі зображувався у вигляді воїна-вершника, зазвичай хрестоносця, що вбиває змія списом. Знаком святого став Хрест святого Георгія. Вшановувався у християнстві як патрон воїнів; вважався покровителем військових правлячих родів (імператорів, королів, князів), лицарства, зокрема хрестоносців. В українській традиції був патроном Русі, Київщини, Галичини, Володимира, Львова, Білої Церкви, козацтва, українського війська тощо. На честь святого названий Собор святого Юра у Львові. День вшанування — 23 квітня.

## Біографія

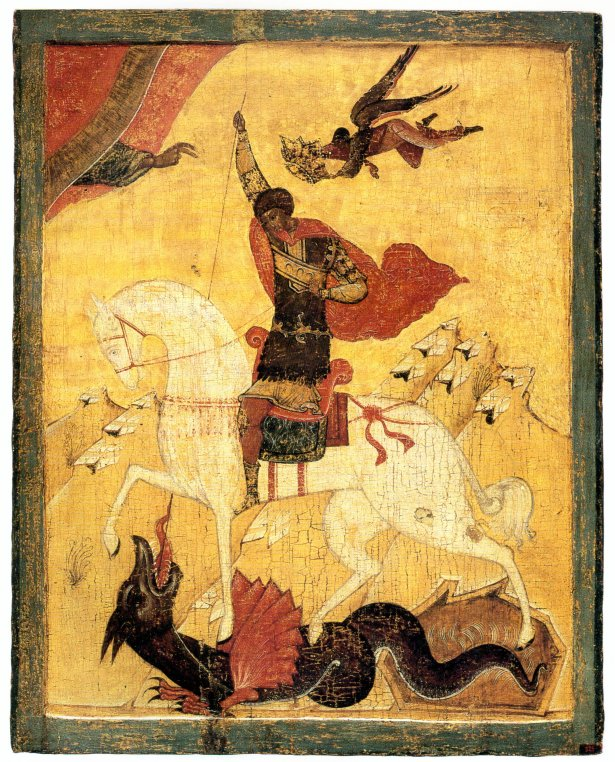
Святий Юрій Змієборець. Холмська школа. XVI ст.

Згідно з житієм, складеним візантійським автором менологія Симеоном Метафрастом, Юрій (Георгій) народився в III ст. в Каппадокії. Його батько, сенатор Геронтій, обіймав високу посаду стратилата в римському війську, однак незабаром його скарали на смерть за Христа, і мати з дитиною переїхала до свого маєтку в  римський провінції того часу - Палестину, у місто Лод. Вона присвятила життя вихованню сина, навчила його Святому Письму. Часто розповідала про християнських мучеників і про доблесний подвиг його батька. Юрій (Георгій) вступив на військову службу й завдяки своїм здібностям і мужності, виявлених у боях, уже в молодому віці став полководцем і військовим трибуном при імператорі Діоклетіані. Він стає радником, супутником, наближеним імператора. Однак, коли Діоклетіан почав гоніння на християн, Юрій (Георгій), не вагаючись, відмовився від слави, почестей і земних благ і став на захист віри свого батька — християнства. Сильний, непоборний воїн, він зазнав тяжких мук за сповідування Христа й загинув від них.
Був перевезений до міста своєї матері і похован у місті Лод, сучасний Ізраїль.
Одним із найбільш відомих чудес св. Юрія (Георгія) вважають «Чудо зі змієм», яке часто можна побачити на іконах святого. Подія сталася, коли Юрій проїжджав верхи попри місто, яке тримав у страху лютий дракон. Мешканці міста були змушені віддавати на поталу змієві молодих юнаків та дівчат. Юрій нагодився якраз тоді, коли черга надійшла до царської доньки. Відважний воїн став зі змієм на герць і переміг його. Після чудесного визволення мешканці міста прийняли християнство, а святий отримав епітет «Змієборець».
До Юрія (Георгія) звертаються з проханням про здоров'я душевне та тілесне, про родючість землі, про допомогу й заступництво в боротьбі з ворогами рідної землі. Такі численні «обов'язки», очевидно, й забезпечили святому широку славу й поклоніння багатьох народів.

## Вшанування

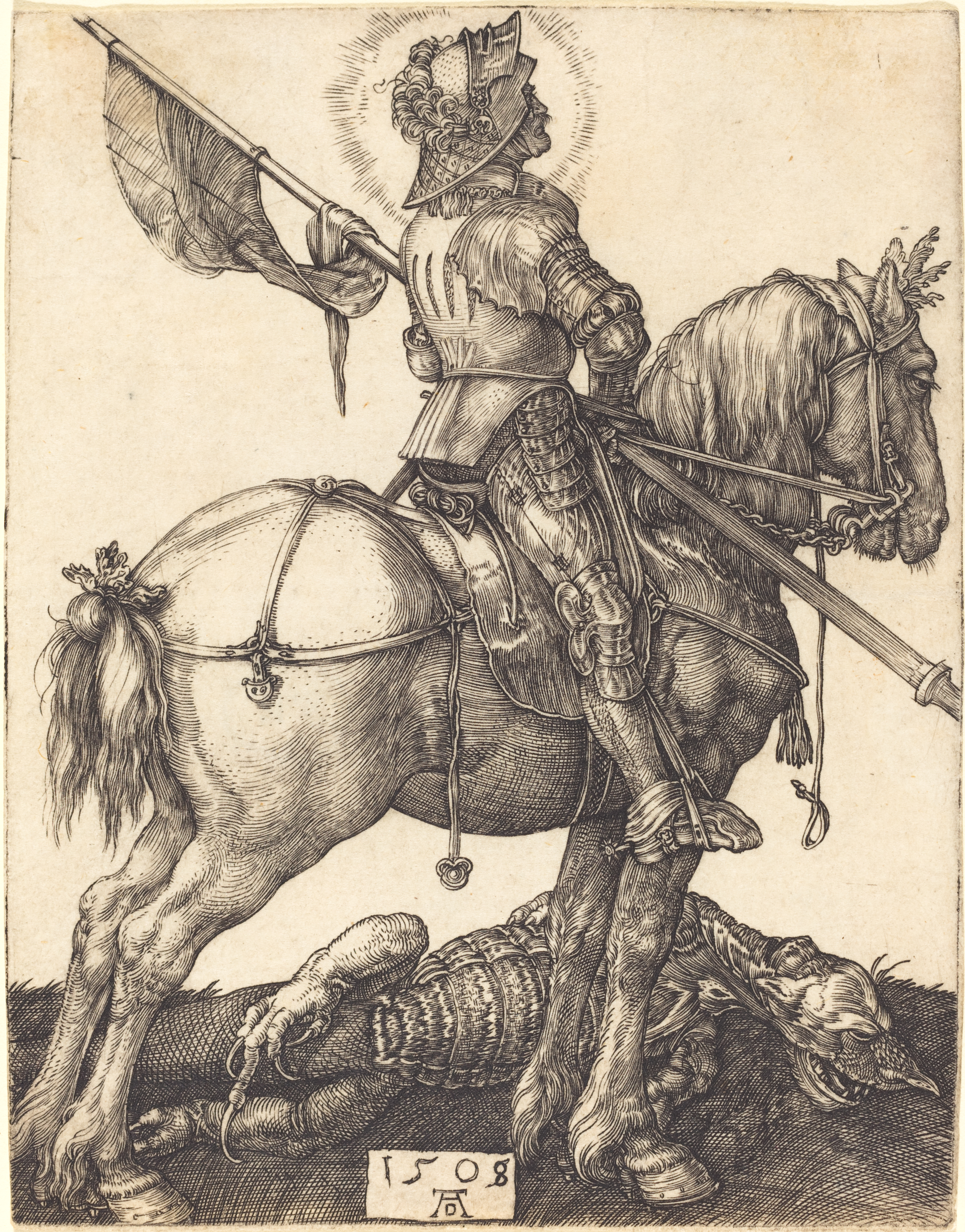
Альбрехт Дюрер. Святий Георгій на коні, 1508.

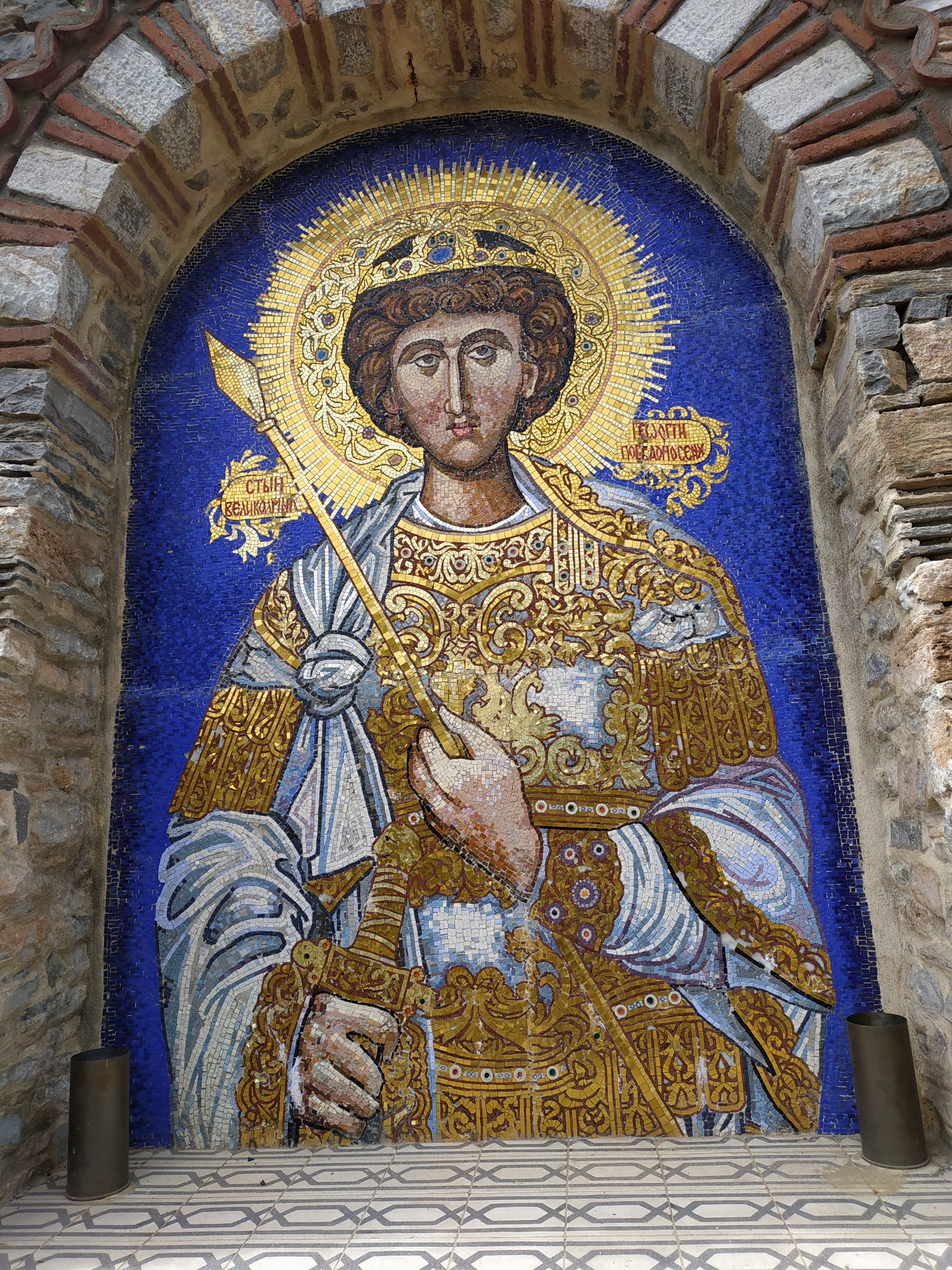
Святий Георгій Переможець, монастир Зограф — Афон.

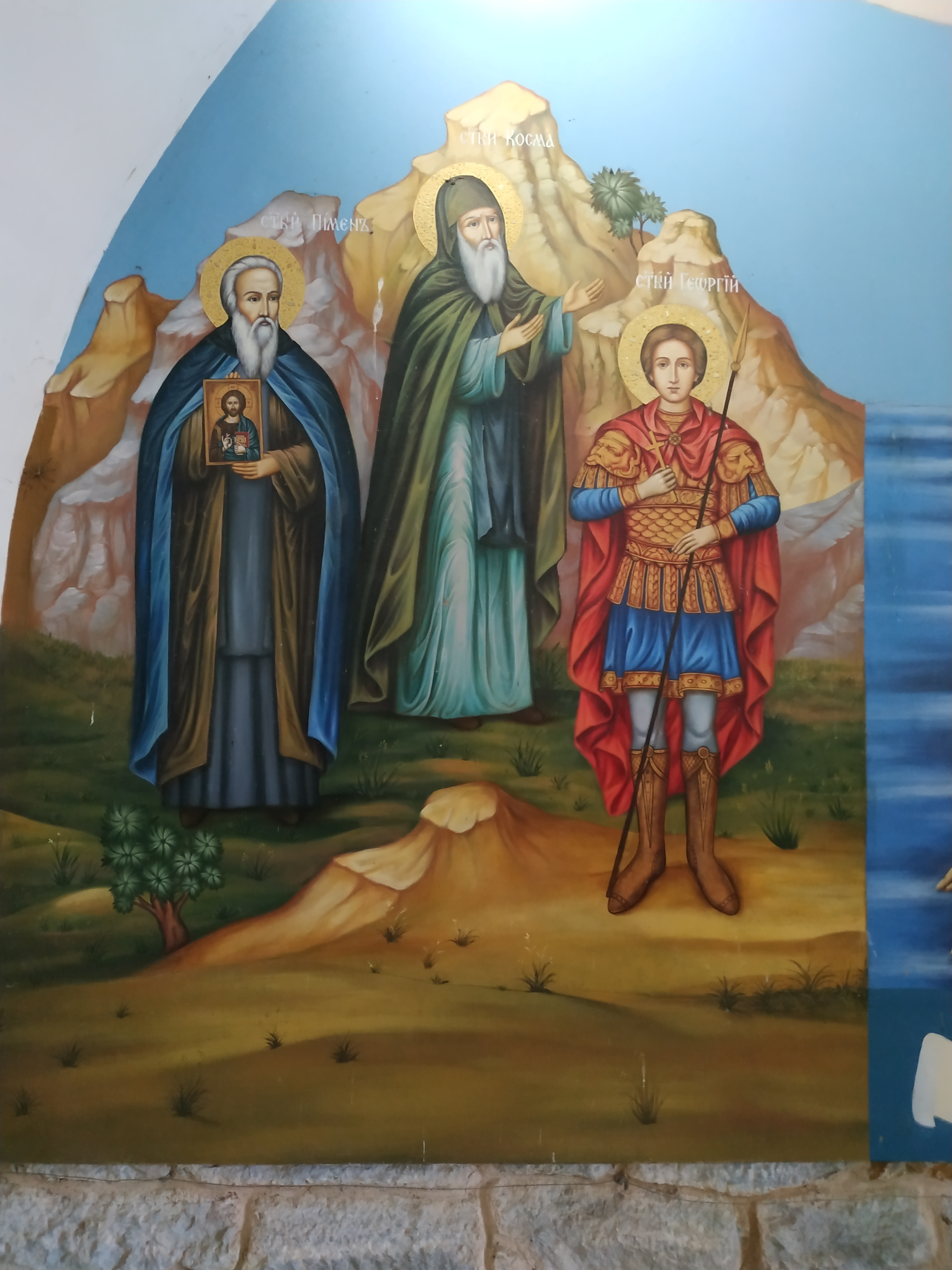
Святий Георгій на стінах монастиря (Афон)

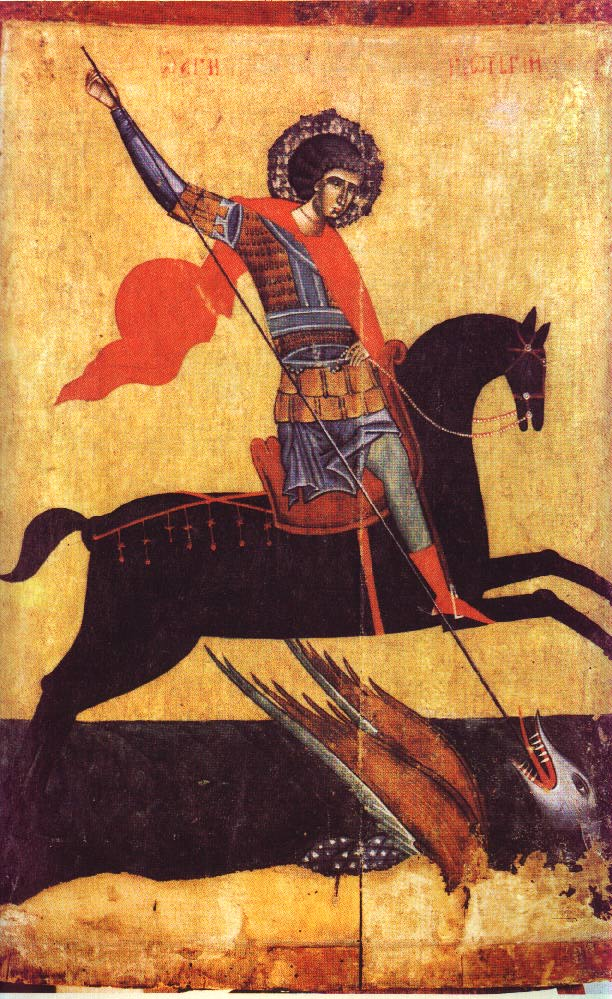
Ікона св. Юрія Змієборця зі Станилі (Львівщина)

Шанування святого Юрія (Георгія) почалося з V століття, його вшановували як мученика і воїна. Юрій (Георгій) став святим патроном візантійських імператорів, а пізніше й руських князів, у яких ім'я Юрій стає улюбленим. На Русі святий Юрій відомий з часів прийняття християнства наприкінці X століття. Він з'явився серед інших християнських святих із Візантії, де його шанування мало вже багатовікову традицію.
Саме з місця особливого шанування святого великомученика Юрія (Георгія) Переможця почалося хрещення Київської Русі. Святий рівноапостольний князь Володимир прийняв святе хрещення в Криму біля Корсуня (Херсонеса) в Георгіївському монастирі.
Особливо багато для утвердження шанування святого Юрія зробив київський князь Ярослав Мудрий, який прийняв при хрещенні його ім'я. На честь свого святого заступника в 1030 році він засновує місто Юр'їв, тобто місто Юрія. У 1037 році Ярослав починає будівництво Георгіївського монастиря в Києві й зводить у ньому храм, який до наших днів не зберігся.
День освячення першого на Русі храму святого Юрія — 26 листопада 1051 року — був відзначений установленням щорічного святкування цієї події. Він увійшов у народну пам'ять під назвою дня Юрія, або осіннього Георгія. З тих пір на колишній території Київської Русі Юрій стає ледве не першим у сонмі православних святих.
Класик російської літератури М. С. Лєсков, описуючи побут українського села Фарбованого у XIX ст. зазначає: 
| «Слово „руський“, в сенсі малоросійський або південноросійський, тоді тут різко протиставлялось „московському“ або великоросійському, північному. Московське і „руське“ — це були два різні поняття і на небі й на землі. Земні відмінності всякому були видимі тілесними очами, а розчислення, що відносяться до небес, пізнавалися вірою. За вірою ж великоруські справи підлягали турботам чудотворця Миколая, як покровителя Росії, а справи південноруські знаходили собі захист і опору в опікуванні особливо прихильного до малоросіян святого Юрія або, за сучасною вимовою, св. Георгія.» |
День Святого Юрія
День загибелі святого великомученика — 23 квітня — відзначається церквами східного обряду і віднесений до числа церковних свят.
Юріївське свято характерне багатьма цікавими звичаями, які в різних місцевостях України мають свої відмінності. Дохристиянські ритуали тут щільно переплелися з пізнішими — церковними..

## Зображення
У середньовічній «Золотій легенді» постає як еталон лицаря, переможець дракона. Описаний у Житії святого великомученика Юрія порятунок царівни від змія (дракона), вчинений ним уже після смерті, відтворений в іконографії цього святого, став самим впізнаваним його зображенням. Тому в європейському живописі зображувався у вигляді воїна-вершника, зазвичай хрестоносця, що вбиває змія списом. Знаком святого став хрест святого Георгія (хрест святого Юрія).

## Храми

### Україна

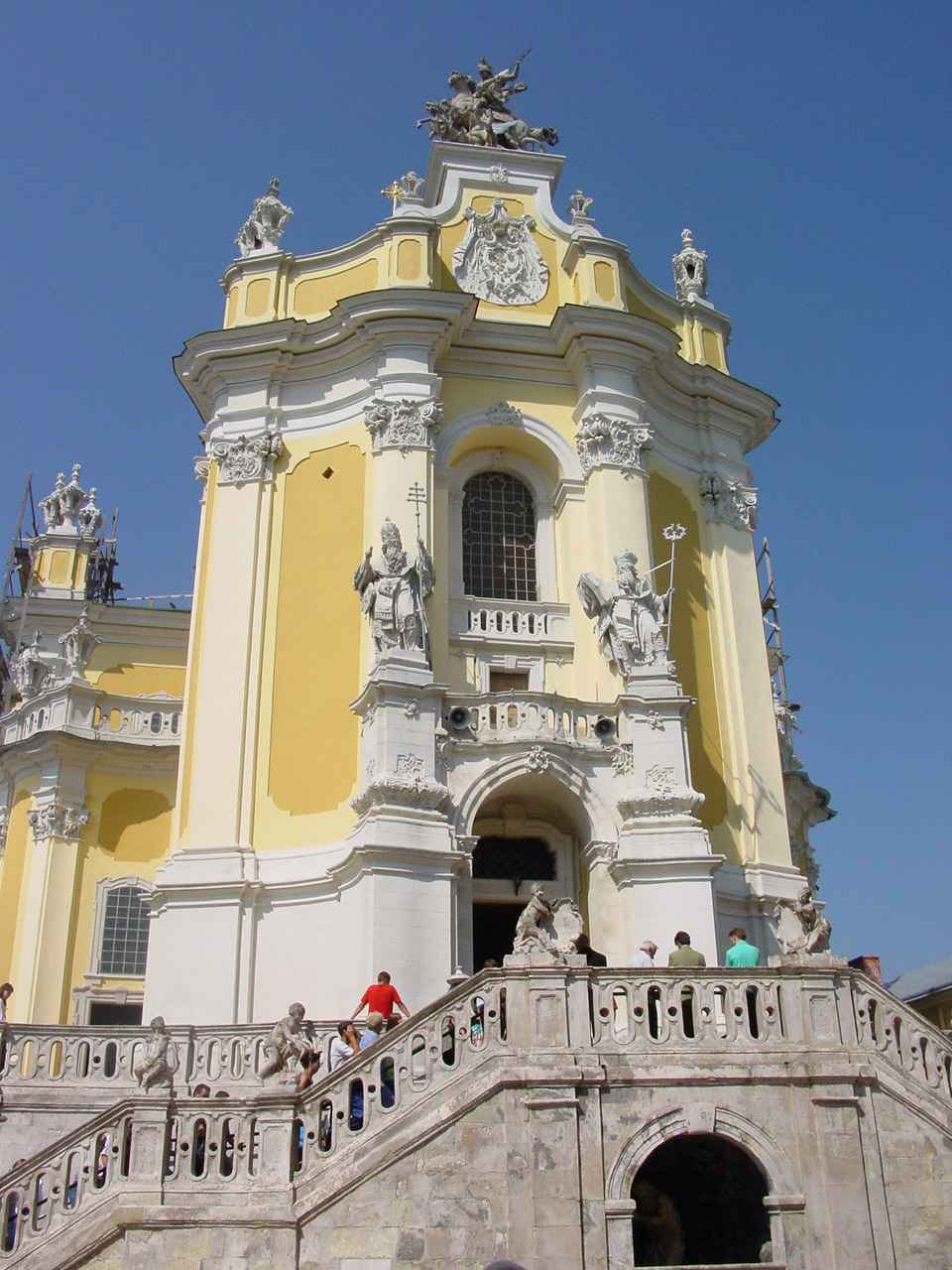
Собор св. Юра у Львові увінчаний статуєю Юрія Змієборця на коні, який списом пробиває дракона

Храми, присвячені Юрію Змієборцю, споруджуються в усіх землях Русі. З X по XIII століття георгіївські церкви услід за Києвом і Володимиром були побудовані в Новгороді, Каневі та інших містах. Під час служб у них читали уривки з Житія і чудес Святого Юрія.
Львів:
- Собор святого Юра (УГКЦ)

Яворів:
- Церква святого Юрія Переможця (УГКЦ)

## Топоніми
У місті Ужгород вулицю Олексія Мересьєва погодили перейменувати на вулицю Юрія Побідоносця.
У місті Кривий Ріг є вулиця Святогеоргіївська.

## Патрон

Юрій Змієборець на гербі Погоня Руська.

Юрій (Георгій) Змієборець здавна став покровителем воїнів. Юріїв день відзначається в православ'ї як день захисника Вітчизни. Він є офіційним святом у Грузії, Болгарії, Сербії, Хорватії. Цей святий також дуже популярний і серед католиків.
- Україна: Володимир, Дрогобич, Львів; руські князі, козацтво; Пласт (організація)
- Велика Британія: Англія
- Греція: Армія Греції
- Грузія: вся Грузія
- Ефіопія: вся Ефіопія
- Іспанія: іспанські королі; Каталонія
- Італія: Генуя, Феррара
- Литва: вся Литва
- Португалія: вся Португалія;
  - муніципалітети: Велаш
  - парафії: Калдаш-де-Сан-Жорже, Канеду
- Росія: вся Росія; Москва, Владивосток

## Українські народні звичаї
В українській народній традиції вважається повелителем вовків, на білому коні він полює в супроводі їх зграї. Також відомий як винищувач гадів, замовляння від їхніх укусів були частиною українських традицій.

## Геральдика
Святий Юрій був на гербі Брацлавщини.

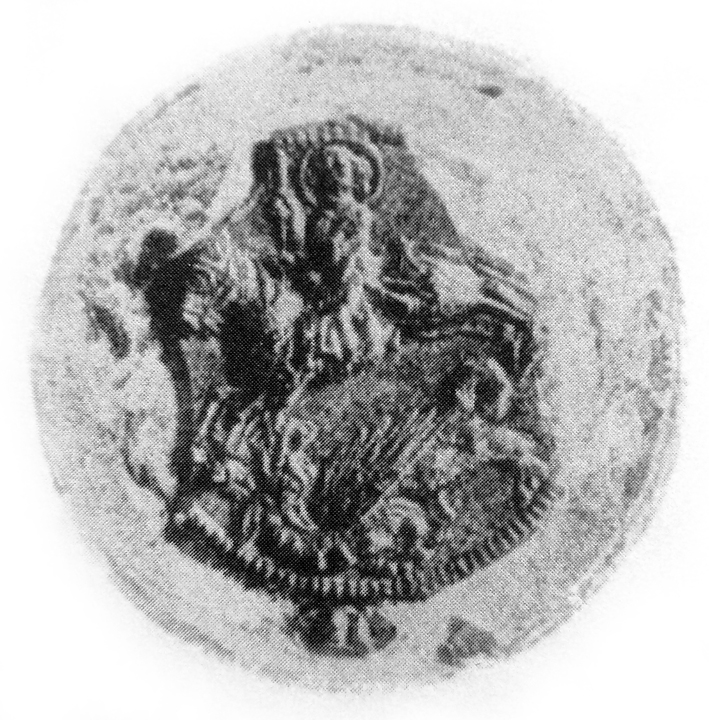
Герб Володимира (1324)
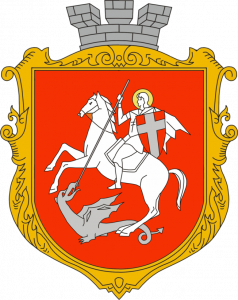
Герб Володимира
Герб Кам'янця-Подільського (1374)
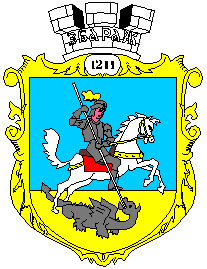
Герб Збаража
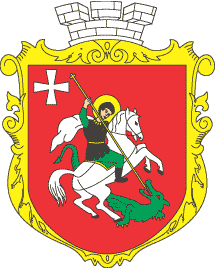
Герб Любомля
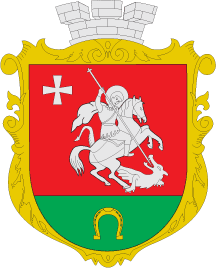
Герб Голоб
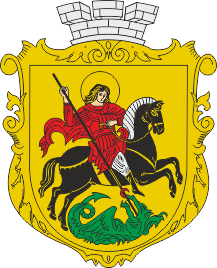
Герб Ніжина
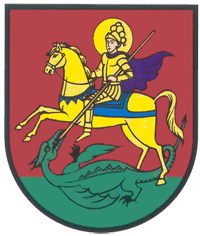
Герб Смотрича
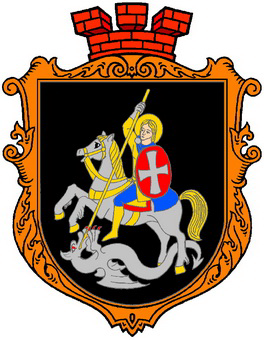
Герб Тайкури
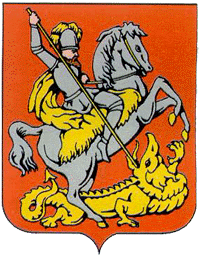
Герб Білого Каменя
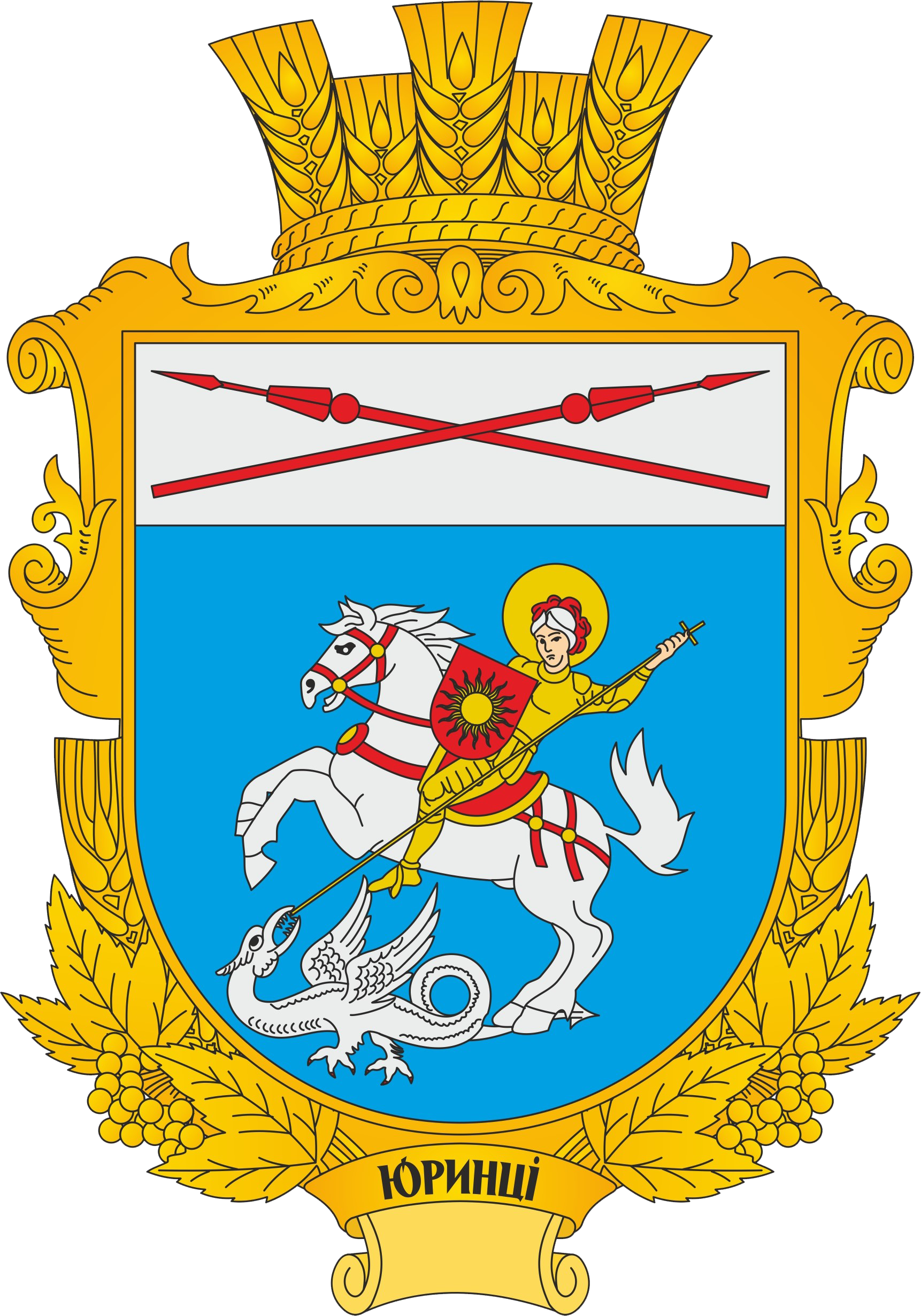
Герб Юринців
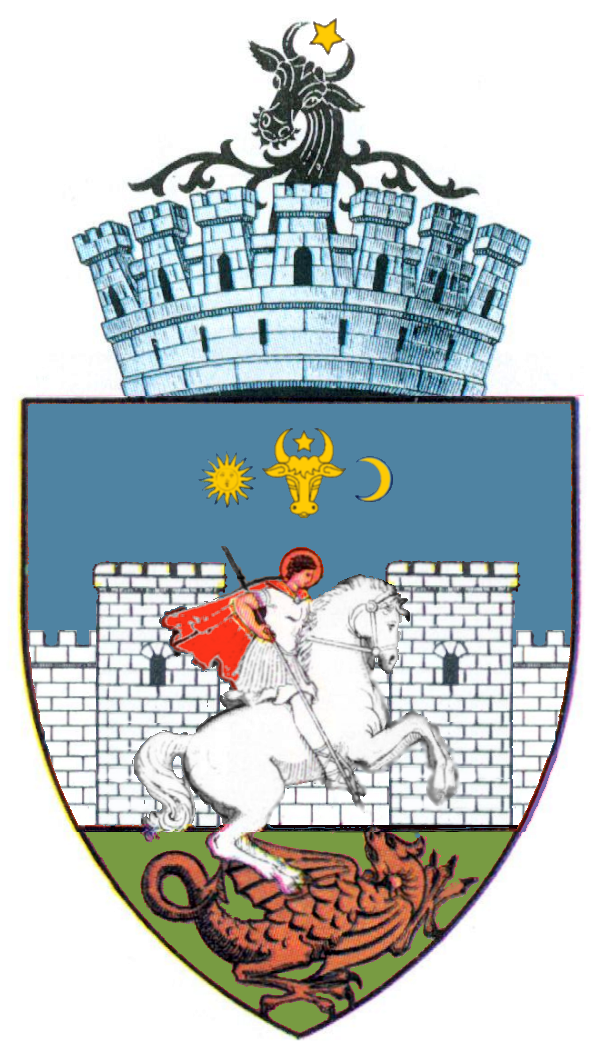
Герб Сучави
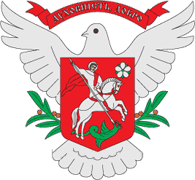
Герб Вишневого
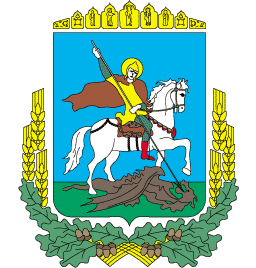
Герб Київської області
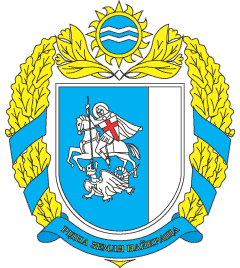
Герб Світловодського району